# 岡山県道221号一日市瀬戸線
岡山県道221号一日市瀬戸線（おかやまけんどう221ごう ひといちせとせん）は、岡山県岡山市東区を通る一般県道である。

## 概要

### 路線データ
- 起点：岡山県岡山市東区一日市（一日市交差点、国道2号交点）
- 終点：岡山県岡山市東区瀬戸町沖（沖交差点、岡山県道37号西大寺山陽線交点）
- 総延長：5.0 km

## 歴史
- 1960年（昭和35年）3月18日 - 岡山県告示第335号により認定される。
- 1971年（昭和46年）5月1日 - 上道郡上道地域町が岡山市に編入されたことに伴い起点の地名表記が変更される（上道郡上道町一日市→岡山市一日市）。
- 1972年（昭和47年） - 岡山県の県道番号再編により現行の路線番号に変更される[注釈 1]。
- 2007年（平成19年）1月22日 - 赤磐郡瀬戸町が岡山市に編入されることに伴い全区間が岡山市域のみを通る路線になり、併せて終点の地名表記が変更される（赤磐郡瀬戸町沖→岡山市瀬戸町沖）。
- 2009年（平成21年）4月1日 - 岡山市の政令市移行により全区間が岡山市東区のみを通る路線になる。

## 地理

### 通過する自治体
- 岡山市（東区）

### 交差する道路
| 交差する道路             | 交差する場所 | 交差する場所        |
| ------------------------ | ------------ | ------------------- |
| 国道2号 国道250号 重複   | 一日市       | 一日市交差点 / 起点 |
| 岡山県道37号西大寺山陽線 | 瀬戸町沖     | 沖交差点 / 終点     |

### 交差する鉄道
- 山陽新幹線

### 沿線
施設
- 岡山県消防学校
- 岡山県立岡山高等技術専門校

自然景観
- 吉井川